# Френсіс Луїс Фассит
Френсіс Луїс Фассит (14 березня 1859, Нью-Йорк - 4 листопада 1928, Ніцца) — був американським тенісистом у Франції, який дійшов до фіналу на Відкритому чемпіонаті Франції з тенісу у 1892 році, де програв Жану Шопферу.

## Фінали турнірів Великого шолома
| Статус   | Рік  | Турнір               | Покриття | Суперник у фіналі | Рахунок у фіналі |
| Фіналіст | 1892 | French Championships | Трава    | Жан Шопфер        | 6–2, 1–6, 6–2    |